# 1. Fußballclub Bocholt 1900 1980-1981
Questa voce raccoglie le informazioni riguardanti il 1. Fußballclub Bocholt 1900 nelle competizioni ufficiali della stagione 1980-1981.

## Stagione
Nella stagione 1980-1981 il Bocholt, allenato da Friedel Elting, concluse il campionato di 2. Bundesliga al 12º posto.

## Rosa
| N. |                     | Ruolo | Calciatore          |
| -- | ------------------- | ----- | ------------------- |
|    | Germania (bandiera) | P     | Dieter Ferner       |
|    | Germania (bandiera) | P     | Wolfgang Kieselmann |
|    | Germania (bandiera) | D     | Manfred Bockenfeld  |
|    | Germania (bandiera) | D     | Detlef Jaskowiak    |
|    | Germania (bandiera) | D     | Wolfgang Keuken     |
|    | Germania (bandiera) | D     | Lutz Philipp        |
|    | Germania (bandiera) | D     | Jan Roeloffzen      |
|    | Germania (bandiera) | D     | Lothar Schulz       |
|    | Germania (bandiera) | C     | Horst-Franz Degen   |
|    | Germania (bandiera) | C     | Wolfgang Franke     |
|    | Germania (bandiera) | C     | Uwe Hansel          |
|    | Germania (bandiera) | C     | Klaus Hassenberg    |

| N. |                     | Ruolo | Calciatore           |
| -- | ------------------- | ----- | -------------------- |
|    | Germania (bandiera) | C     | Berni Korbel         |
|    | Germania (bandiera) | C     | Herbert Lütkebohmert |
|    | Germania (bandiera) | C     | Uwe Montelett        |
|    | Germania (bandiera) | C     | Herbert Sprenger     |
|    | Germania (bandiera) | A     | Werner Albrecht      |
|    | Germania (bandiera) | A     | Reinhard Majgl       |
|    | Germania (bandiera) | A     | Peter Müller         |
|    | Germania (bandiera) | A     | Roland Patzke        |
|    | Germania (bandiera) | A     | Leo Ricken           |
|    | Germania (bandiera) | A     | Andreas Stump        |
|    | Germania (bandiera) | A     | Jürgen Tänzer        |

## Organigramma societario
Area tecnica
- Allenatore: Friedel Elting
- Allenatore in seconda:
- Preparatore dei portieri:
- Preparatori atletici:

## Calciomercato

### Sessione estiva
| Acquisti | Acquisti          | Acquisti        | Acquisti |
| R.       | Nome              | da              | Modalità |
| -------- | ----------------- | --------------- | -------- |
| C        | Horst-Franz Degen | Fortuna Colonia |          |
| P        | Dieter Ferner     | Saarbrücken     |          |
| D        | Detlef Jaskowiak  | Bochum          |          |
| C        | Berni Korbel      | Olympia Bocholt |          |
| C        | Herbert Sprenger  | Olympia Bocholt |          |
| A        | Andreas Stump     | TuS Langerwehe  |          |

| Cessioni | Cessioni         | Cessioni    | Cessioni |
| R.       | Nome             | a           | Modalità |
| -------- | ---------------- | ----------- | -------- |
| D        | Horst Riege      | TuS Xanten  |          |
| C        | Georg Schmeinck  | TuS Xanten  |          |
| P        | Günther Schubert | FC Beringen |          |

### Sessione invernale
| Acquisti | Acquisti | Acquisti | Acquisti |
| R.       | Nome     | da       | Modalità |
| -------- | -------- | -------- | -------- |

| Cessioni | Cessioni | Cessioni | Cessioni |
| R.       | Nome     | a        | Modalità |
| -------- | -------- | -------- | -------- |

## Risultati

### 2. Bundesliga

#### Girone di andata
| Arbitro: | Wippker |

|                               |           |             |
| Bockenfeld 74’ Roeloffzen 89’ | Marcatori | 36’ Pallaks |

| Arbitro: | Winkler |

|              |           |                      |
| Möhlmann 18’ | Marcatori | 2’ Tänzer 51’ Müller |

| Arbitro: | Eschweiler |

|                                                                                    |           |  |
| Müller 22’, 26’ Alfes 42’ (aut.) Busch 72’ (aut.) Bockenfeld 86’ Korbel 90’ (rig.) | Marcatori |  |

| Arbitro: | Ohmsen |

|           |           |               |
| Mertes 9’ | Marcatori | 14’ Montelett |

| Arbitro: | Gabriel |

|                          |           |             |
| Majgl 37’ Bockenfeld 88’ | Marcatori | 49’ Reiners |

| Arbitro: | Uhlig |

|            |           |  |
| Wessel 55’ | Marcatori |  |

| Arbitro: | Wahmann |

|               |           |  |
| Montelett 51’ | Marcatori |  |

| Arbitro: | Holzweißig |

|                                   |           |                           |
| Wolter 49’ Snater 52’ Kellner 66’ | Marcatori | 12’ Bockenfeld 64’ Tänzer |

| Arbitro: | Teichert |

|                         |           |                          |
| Malura 34’ Fraßmann 84’ | Marcatori | 21’ Bockenfeld 76’ Majgl |

| Arbitro: | Stark |

|                          |           |            |
| Müller 7’ Majgl 26’, 78’ | Marcatori | 88’ Ohling |

| Arbitro: | Schütte |

|                                             |           |                                    |
| Roeloffzen 2’ (aut.) Künkel 45’ Brücken 83’ | Marcatori | 72’ Keuken 82’ Sprenger 90’ Korbel |

| Arbitro: | Risse |

|                |           |              |
| Bockenfeld 72’ | Marcatori | 14’ Hoffmann |

| Arbitro: | Milkert |

|                    |           |               |
| Kehr 32’, 39’, 57’ | Marcatori | 73’ Montelett |

| Arbitro: | Reichmann |

|           |           |           |
| Majgl 76’ | Marcatori | 56’ Grobe |

| Arbitro: | Waltert |

|                                       |           |                             |
| Rischker 14’ Meisner 37’ Krumbein 64’ | Marcatori | 35’ (rig.) Korbel 42’ Majgl |

| Arbitro: | Osmers |

|  |           |                |
|  | Marcatori | 87’ Brexendorf |

| Arbitro: | Retzmann |

|                |           |  |
| Horsthemke 55’ | Marcatori |  |

| Arbitro: | Nolte |

|                |           |                           |
| Roeloffzen 64’ | Marcatori | 55’ Krumbein 88’ Göddertz |

| Arbitro: | Gabor |

|                             |           |  |
| Füllborn 72’ Krassowski 80’ | Marcatori |  |

| Arbitro: | Schön |

|  |           |                                          |
|  | Marcatori | 28’ Ehrmantraut 60’ Gruler 84’ Killmaier |

| Arbitro: | Prinz |

|                                                  |           |                                     |
| Mill 6’, 24’ (rig.), 44’ (rig.), 63’, 75’ (rig.) | Marcatori | 26’ Montelett 29’ Müller 53’ Keuken |

#### Girone di ritorno
| Arbitro: | Redelfs |

|  |           |                       |
|  | Marcatori | 29’ Patzke 65’ Korbel |

| Arbitro: | Kohnen |

|  |           |                   |
|  | Marcatori | 17’, 82’ Reinders |

| Lüdenscheid 17 gennaio 1981 24ª giornata | Rot-Weiß Lüdenscheid | 0 – 0 referto | Bocholt | Stadion Nattenberg (700 spett.)\| Arbitro: \| Roth \| |
| Arbitro:                                 | Roth                 |               |         |                                                       |

| Arbitro: | Assenmacher |

|                                                           |           |  |
| Gruler 26’ Dickert 29’ (rig.) Killmaier 42’, 83’ Mohr 77’ | Marcatori |  |

| Arbitro: | Horstmann |

|            |           |             |
| Müller 43’ | Marcatori | 33’ Richter |

| Arbitro: | Wichmann |

|               |           |                                   |
| Montelett 88’ | Marcatori | 34’ Dierßen 81’ (rig.) Kleppinger |

| Arbitro: | Reichmann |

|          |           |           |
| Allig 9’ | Marcatori | 11’ Majgl |

| Arbitro: | Fiene |

|                                                |           |                         |
| Majgl 22’ Müller 28’ Patzke 66’ Bockenfeld 67’ | Marcatori | 76’ Dybowski 83’ Wolter |

| Arbitro: | Uhlig |

|               |           |              |
| Bockenfeld 8’ | Marcatori | 16’ Fraßmann |

| Arbitro: | Osmers |

|                                                  |           |                |
| Damjanoff 4’ Ohling 36’ Poesger 76’ Steindor 80’ | Marcatori | 21’ Bockenfeld |

| Arbitro: | Uhlig |

|                                                                        |           |                        |
| Hansel 38’ Roeloffzen 43’ Majgl 48’, 64’ (rig.) Sprenger 53’ Degen 89’ | Marcatori | 30’ Ochmann 67’ Albert |

| Arbitro: | Welling |

|                                  |           |                               |
| Werres 18’ Gless 35’ Mödrath 85’ | Marcatori | 43’, 90’ Bockenfeld 45’ Majgl |

| Arbitro: | Zittrich |

|            |           |  |
| Hansel 80’ | Marcatori |  |

| Arbitro: | Kopka |

|                            |           |  |
| Worm 23’, 37’ Hollmann 87’ | Marcatori |  |

| Arbitro: | Teichert |

|                                            |           |  |
| Sprenger 10’ Patzke 22’, 66’ Montelett 36’ | Marcatori |  |

| Arbitro: | Milkert |

|  |           |                                |
|  | Marcatori | 47’, 76’ Bockenfeld 63’ Hansel |

| Arbitro: | Nolte |

|              |           |  |
| Sprenger 42’ | Marcatori |  |

| Arbitro: | Burgers |

|                             |           |              |
| Lenz 18’ Seegler 37’ (rig.) | Marcatori | 17’ Sprenger |

| Arbitro: | Eschenbach |

|  |           |                              |
|  | Marcatori | 17’ Krekeler 51’ Vittinghoff |

| Arbitro: | Kasperowski |

|                                          |           |                |
| Reiners 43’ (rig.) Patzke 79’ Kunkel 81’ | Marcatori | 84’ Bockenfeld |

| Arbitro: | Winkler |

|                 |           |             |
| Patzke 64’, 76’ | Marcatori | 68’ Feilzer |

## Statistiche

### Statistiche di squadra
| Competizione  | Punti | In casa | In casa | In casa | In casa | In casa | In casa | In trasferta | In trasferta | In trasferta | In trasferta | In trasferta | In trasferta | Totale | Totale | Totale | Totale | Totale | Totale | DR |
| Competizione  | Punti | G       | V       | N       | P       | Gf      | Gs      | G            | V            | N            | P            | Gf           | Gs           | G      | V      | N      | P      | Gf     | Gs     | DR |
| ------------- | ----- | ------- | ------- | ------- | ------- | ------- | ------- | ------------ | ------------ | ------------ | ------------ | ------------ | ------------ | ------ | ------ | ------ | ------ | ------ | ------ | -- |
| 2. Bundesliga | 38    | 21      | 11      | 4       | 6       | 38      | 24      | 21           | 3            | 6            | 12           | 28           | 46           | 42     | 14     | 10     | 18     | 66     | 70     | -4 |
| Totale        | 38    | 21      | 11      | 4       | 6       | 38      | 24      | 21           | 3            | 6            | 12           | 28           | 46           | 42     | 14     | 10     | 18     | 66     | 70     | -4 |

### Andamento in campionato
| Giornata  | 1 | 2 | 3 | 4 | 5 | 6 | 7 | 8 | 9 | 10 | 11 | 12 | 13 | 14 | 15 | 16 | 17 | 18 | 19 | 20 | 21 | 22 | 23 | 24 | 25 | 26 | 27 | 28 | 29 | 30 | 31 | 32 | 33 | 34 | 35 | 36 | 37 | 38 | 39 | 40 | 41 | 42 |
| --------- | - | - | - | - | - | - | - | - | - | -- | -- | -- | -- | -- | -- | -- | -- | -- | -- | -- | -- | -- | -- | -- | -- | -- | -- | -- | -- | -- | -- | -- | -- | -- | -- | -- | -- | -- | -- | -- | -- | -- |
| Luogo     | C | T | C | T | C | T | C | T | T | C  | T  | C  | T  | C  | T  | C  | T  | C  | T  | C  | T  | T  | C  | T  | T  | C  | C  | T  | C  | C  | T  | C  | T  | C  | T  | C  | T  | C  | T  | C  | T  | C  |
| Risultato | V | V | V | N | V | P | V | P | N | V  | N  | N  | P  | N  | P  | P  | P  | P  | P  | P  | P  | V  | P  | N  | P  | N  | P  | N  | V  | N  | P  | V  | N  | V  | P  | V  | V  | V  | P  | P  | P  | V  |
| Posizione | 6 | 2 | 1 | 1 | 1 | 3 | 2 | 3 | 4 | 4  | 4  | 5  | 7  | 8  | 8  | 8  | 10 | 12 | 12 | 14 | 14 | 14 | 14 | 14 | 15 | 14 | 15 | 15 | 13 | 14 | 14 | 13 | 12 | 11 | 13 | 12 | 12 | 11 | 11 | 12 | 12 | 12 |

Legenda:

Luogo: C = Casa; T = Trasferta. Risultato: V = Vittoria; N = Pareggio; P = Sconfitta.

### Statistiche dei giocatori
| W. Albrecht     | 26 | 0  | 4 | 0 |
| M. Bockenfeld   | 41 | 14 | 2 | 0 |
| H. Degen        | 39 | 1  | 2 | 0 |
| D. Ferner       | 41 | 0  | 0 | 0 |
| W. Franke       | 0  | 0  | 0 | 0 |
| U. Hansel       | 34 | 3  | 0 | 1 |
| K. Hassenberg   | 5  | 0  | 1 | 0 |
| D. Jaskowiak    | 1  | 0  | 0 | 0 |
| W. Keuken       | 29 | 2  | 1 | 0 |
| W. Kieselmann   | 1  | 0  | 0 | 0 |
| B. Korbel       | 34 | 4  | 3 | 1 |
| H. Lütkebohmert | 0  | 0  | 0 | 0 |
| R. Majgl        | 36 | 11 | 2 | 0 |
| U. Montelett    | 40 | 6  | 1 | 0 |
| P. Müller       | 34 | 7  | 1 | 0 |
| R. Patzke       | 35 | 6  | 3 | 0 |
| L. Philipp      | 41 | 0  | 3 | 0 |
| L. Ricken       | 2  | 0  | 0 | 0 |
| J. Roeloffzen   | 41 | 3  | 2 | 0 |
| L. Schulz       | 0  | 0  | 0 | 0 |
| H. Sprenger     | 25 | 5  | 1 | 0 |
| A. Stump        | 2  | 0  | 1 | 0 |
| J. Tänzer       | 12 | 2  | 0 | 0 |